# 古爾 (挪威)
古爾是挪威南部布斯克吕郡的市镇，行政中心为古尔村。市镇面積为533平方公里，2004年人口数量为4,372人。主要經濟活動有旅遊業和農業，是該國主要的冬季運動中心之一。

## 外部連結
- 官方网站  （挪威文）